# Дінь-ле-Бен (округ)
Округ Дінь-ле-Бен (фр. Arrondissement de Digne-les-Bains) — округ у Франції, в департаменті Альпи Верхнього Провансу. 2023 року округ об'єднував 46 муніципалітетів, населення становило 47 759 осіб.
Адміністративний центр (супрефектура) — Дінь-ле-Бен.

## Муніципалітети
Список муніципалітетів округу та їхні коди INSEE:
1. Антраж (04074)
2. Аршай (04009)
3. Барль (04020)
4. Барра (04021)
5. Бейн (04028)
6. Боже (04024)
7. Бра-д'Асс (04031)
8. Вердаш (04235)
9. Волонн (04244)
10. Ганагобі (04091)
11. Дінь-ле-Бен (04070)
12. Дре (04072)
13. Еглен (04001)
14. Естублон (04084)
15. Ла-Жаві (04097)
16. Ла-Робін-сюр-Галабр (04167)
17. Ле-Брюске (04036)
18. Ле-Верне (04237)
19. Ле-Кастеллар-Мелан (04040)
20. Ле-Ме (04116)
21. Ле-Шаффо-Сен-Журсон (04046)
22. Л'Ескаль (04079)
23. Мажастр (04107)
24. Маліже (04108)
25. Мальмуассон (04110)
26. Мальфугасс-Оже (04109)
27. Марку (04113)
28. Мезель (04121)
29. Мірабо (04122)
30. Монклар (04126)
31. Мустьє-Сент-Марі (04135)
32. Озе (04017)
33. От-Дюї (04177)
34. Пейрюї (04149)
35. Пра-От-Блеон (04155)
36. Сейн (04205)
37. Селонне (04203)
38. Сен-Жанне (04181)
39. Сен-Жульєн-д'Асс (04182)
40. Сен-Жур (04184)
41. Сен-Мартен-ле-Сейн (04191)
42. Сент-Круа-дю-Вердон (04176)
43. Тоар (04217)
44. Шамтерсьє (04047)
45. Шато-Арну-Сент-Обан (04049)
46. Шаторедон (04054)